# Limacina
Limacina is een geslacht van weekdieren uit de klasse van de Gastropoda (slakken).

## Soorten
- Limacina atypica (Laws, 1944) †
- Limacina bulimoides (d'Orbigny, 1834)
- Limacina dilatata (Koenen, 1892) †
- Limacina ferax (Laws, 1944) †
- Limacina helicina (Phipps, 1774)
- Limacina lesueurii (d'Orbigny, 1835)
- Limacina limata (Marwick, 1926) †
- Limacina rangii (d'Orbigny, 1834)
- Limacina retroversa (Fleming, 1823)
- Limacina sculptilis (Maxwell, 1992) †
- Limacina trochiformis (d'Orbigny, 1834)